# Dracula contro Frankenstein (film 1971)
Dracula contro Frankenstein (Dracula vs. Frankenstein) è un film del 1971 diretto da Al Adamson.
Nel film recitano per l'ultima volta due celebri attori: J. Carrol Naish e Lon Chaney Jr..

## Trama
Il vampiro Dracula si allea con il dottor Frankenstein allo scopo di riuscire a procurarsi il sangue necessario al suo nutrimento.

## Distribuzione
La pellicola è entrata nel pubblico dominio negli Stati Uniti.